# Sophienclub
Der Sophienclub (kurz: [Die] Sophie) war ein Jugendklub in den Hackeschen Höfen im Berliner Ortsteil Mitte des gleichnamigen Bezirks. Er wurde im Herbst 1985 eröffnet. Der „Party-Club mit DDR-Tradition“ war in mehreren Berlin-Reiseführern verzeichnet. Die Berliner Morgenpost zählte ihn zu den Club-Klassikern Berlins.
Die Sophie galt als einer der ältesten Clubs der Hauptstadt und war „eine der wenigen entspannten Locations in Mitte“.

## Geschichte
Ab Ende der 1950er Jahre befand sich im Keller des alten Friedrichstadt-Palast die Tanzgaststätte Kleine Melodie, ausgelegt für bis zu 340 Gäste. Dort traten zahlreiche Jazz-Ensembles auf. Der alte Friedrichstadtpalast wurde am 29. Februar 1980 wegen starker Setzungen der verfaulten Fundamentpfeiler im Boden geschlossen.
Die Jazz-Szene fand in unmittelbarer Nähe im neu eröffneten Club Krausnickstraße / Ecke Oranienburger Straße ein Zuhause. Der Club wurde 1981 geschlossen, da der Leiter nach West-Berlin ausgereist war. Inoffizieller Nachfolger wurde der neueröffnete Jugendklub Wilhelm-Pieck-Straße 153 (kurz: Pieck-Klub) in der heutigen Torstraße. Nach dessen Schließung/ Umstrukturierung 1985 wurde der Sophienclub in der Sophienstraße 6 in den Hackeschen Höfen dessen Nachfolger.
Der Club wurde am 1. Juni 1985 eröffnet. Zuvor befand sich in den Räumlichkeiten der Außenhandelsclub der DDR mit einer Kegelbahn im Keller. Der Jugendclub war die einzige Kultureinrichtung in den Hackeschen Höfen, etablierte sich schnell und setzte DDR-weit Maßstäbe als Diskothek und Veranstalter von Jazz- und Rockkonzerten. Er wurde zum Treffpunkt für die Nachtszene und für Musiker auch jenseits der Ost-Berliner Grenzen. Die Sophie war „eine wichtige Adresse im Rahmen künstlerischer Produktion jenseits des politischen Diktats“.
Als neunter Jugendklub im damaligen Ost-Berliner Stadtbezirk Mitte wurden die Räumlichkeiten 1985 vom Kreiskulturhaus Mitte übernommen. Verwaltung, Finanzierung und kulturpolitische Ziele wurden im Auftrag der Ziele staatlicher Jugendpolitik umgesetzt. Der erste Leiter der Einrichtung war Jochen Lenhard. Vorher hatte er ein Jahr im nahegelegenen Pieck-Klub als stellvertretender Leiter gearbeitet. 
Das Programm wurde im Wesentlichen vom Pieck-Klub übernommen, da dieser Ende 1985 eine „kulturpolitische Reinigung“ erlebte. Die Jazzwerkstatt Conny Bauer & Gäste, Gitarrenspecial Uwe Kropinski & Gast sowie die freitägliche Jazz- und Indie-Diskothek mit DJ Peter Resmann, Peter Thinius oder Ulf Drechsel wurden vom Pieck-Club übernommen. Bis März 1987 war Lenhard der alleinige Festangestellte. Er kündigte das Arbeitsverhältnis, daraufhin war der Sophienclub bis September 1987 geschlossen. Der nächste Leiter wurde Steffen Fuchs.
Ab 1991 wurde der Sophienclub unter Mitwirkung der  Kultursenatsverwaltung schrittweise als erste bezirkseigene Kultureinrichtung in private Trägerschaft überführt. Seit 1993 wurde die Diskothek von der Sophienclub Veranstaltungs GmbH mit zwei Gesellschaftern betrieben, von denen einer im Februar 2000 ausschied. Der Charakter des Ostclubs blieb zunächst weitgehend erhalten und kombinierte „den Lifestyle der partyhungrigen Szene mit der altgewohnten Clubatmosphäre“.
Getanzt wurde auf zwei Ebenen, die unabhängig voneinander genutzt werden konnten. Eine Erweiterung des Clubs durch einen Umzug in die Tiefgarage unter dem ersten Hackeschen Hof scheiterte am Kneipen-Plan für die Spandauer Vorstadt, mit dem der Bezirk die Wohnbevölkerung vor negativen Auswirkungen von Schankwirtschaften und Vergnügungsstätten schützen wollte.
Der Sophienclub musste Anfang 2016 schließen.